# 정치적 여자 동성애
정치적 여자 동성애(political lesbianism)란 여성주의, 특히 제2세대 여성주의와 급진적 여성주의에서 나타나는 현상이다. 레즈비언 분리주의를 포괄하지만 그보다 더 큰 개념이다. 정치적 여자 동성애는 성적지향이 정치적, 여성주의적으로 선택될 수 있는 것이며 여성에게는 이성애보다 동성애가 더 긍정적인 성적 지향이라고 주장한다.

## 같이 보기
- 여자 동성애